# Giovanni Gerolamo Savoldo
Giovanni Gerolamo Savoldo (Brescia, 1480 circa – post 1548) è stato un pittore italiano, cittadino della repubblica di Venezia.

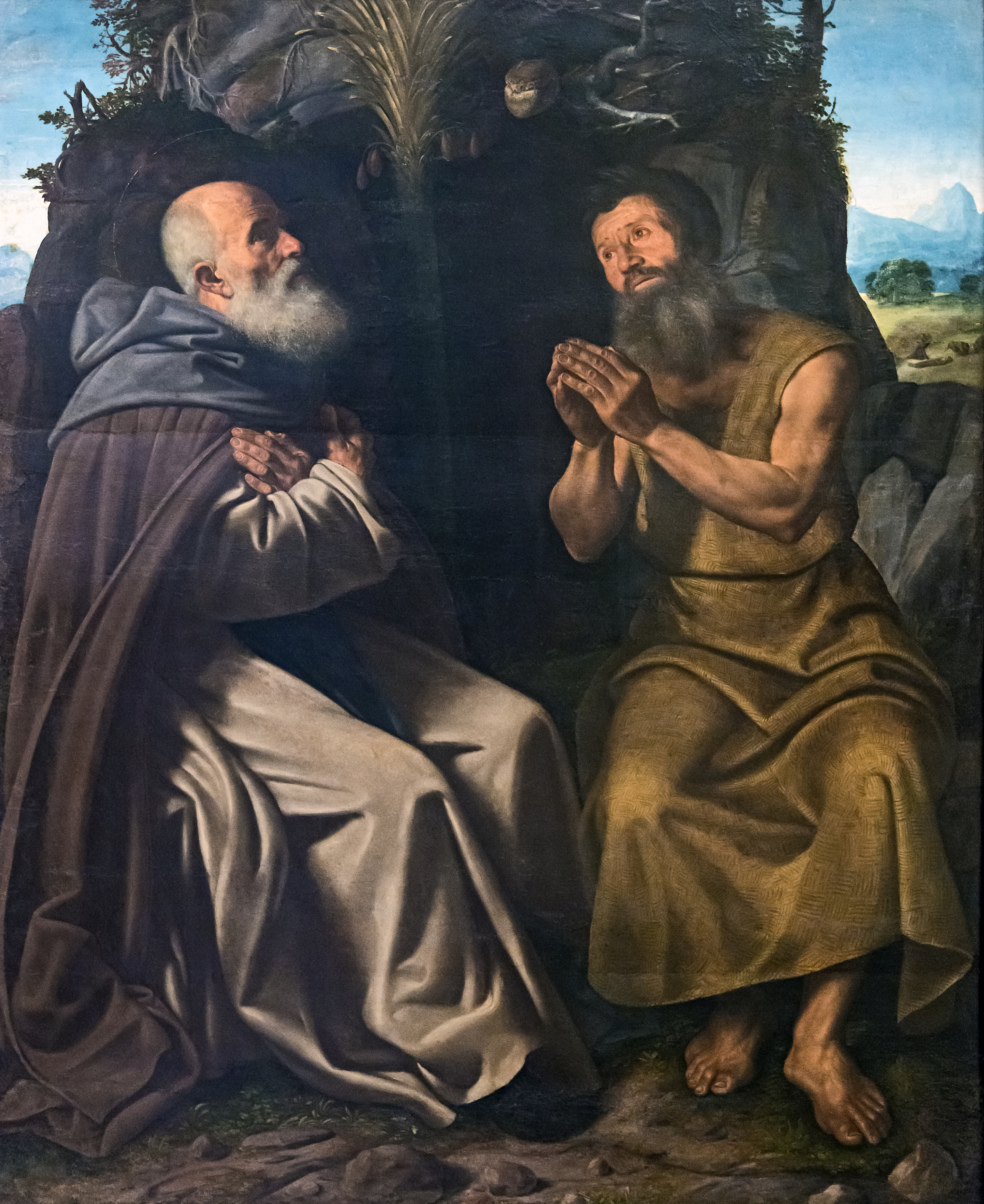
Sant'Antonio Abate e Paolo Eremita, 1520 circa, Venezia, Gallerie dell'Accademia

L'artista, sebbene attivo soprattutto a Venezia, dove risiedette a lungo, si mantenne sempre sostanzialmente fedele alla matrice naturalistica dell'arte lombarda, arrivando a essere considerato come uno dei tre grandi maestri del primo Rinascimento bresciano, assieme al Romanino e al Moretto.

I suoi cosiddetti «notturni» (scene ambientate di notte con una fonte di luce interna al dipinto) furono probabilmente fonte d'ispirazione e punto di partenza per la formazione del Caravaggio.

## Biografia

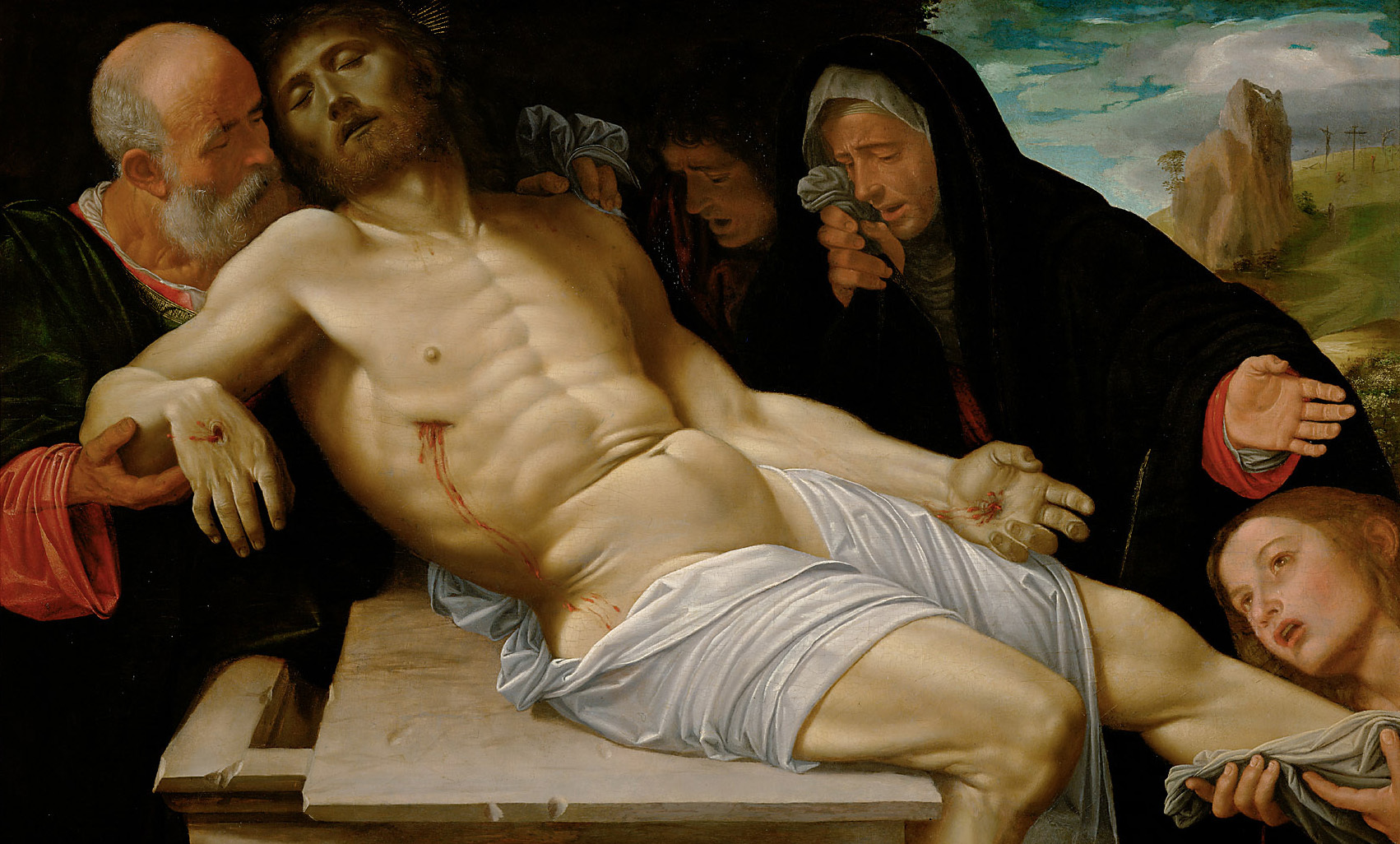
Giovanni Gerolamo Savoldo, Pietà, Vienna, Kunsthistorisches Museum

### Formazione
Non si conosce la sua data di nascita, viene calcolata considerando la datazione di una lettera indirizzata da Pietro Aretino a un allievo del Savoldo nel dicembre 1548. La lettera lo descrive in vita ma molto anziano e molto ammalato. Venne così indicativamente considerato che avesse settant'anni e quindi nato intorno al 1480. Considerato che si sposta a Firenze per un periodo lungo, doveva essere in giovane età, quindi forse la data andrebbe avanzata di almeno cinque anni. Certa è invece la sua nascita a Brescia da una famiglia di buon livello sociale essendo i Savoldo una famiglia importante nel Cinquecento bresciano.
Attivo nell'arco di due decenni, dal 1520 al 1540 circa, non si conosce nessuna sua opera giovanile, anche se è documentato a Parma nel 1506, e a Firenze nel 1508, dove si iscrisse all'Arte dei Medici e degli Speziali, quella dei pittori. In quegli anni dovette venire a contatto con le novità della Maniera moderna, che avevano visto nella città del giglio il fiorire dei capolavori di Leonardo, Michelangelo e Raffaello. 
Risalgono ai primi anni noti il Riposo durante la fuga in Egitto della collezione von Loetzbech di Nannhofen ad Augusta, l'Elia alimentato da un corvo, databile al 1520 circa, della National Gallery of Art di Washington, e la Pietà (o Deposizione) del Kunsthistorisches Museum di Vienna.

### Arrivo a Venezia
A Venezia si stabilì entro il 1520 e in quell'anno firmò la tavola con i Santi eremiti Antonio e Paolo, delle veneziane Gallerie dell'Accademia, e l'anno successivo completò la Madonna e santi per San Niccolò a Treviso, iniziata dal pittore Fra Marco Pensaben, inserendovi l'angelo musicante ai piedi del trono. Per i committenti lagunari dipinse relativamente poco, restando tuttavia inserito nell'ambito della cultura figurativa locale. La sua pittura rimase però ben legata al filone naturalistico "bresciano" e influenzata dalla pittura nordica. Da un punto di vista di intonazione sentimentale invece fu influenzato da Giorgione e la sua "suggestione contemplativa".
Sempre dello stesso periodo è databile l'olio con le Tentazioni di sant'Antonio, conservata alla Timken Art Gallery di San Diego, un soggetto che gli offrì la possibilità di interpretare motivi tipici della cultura fiamminga e in particolare dell'opera di Bosch, molto apprezzata dai committenti veneziani.

### La Pala di San Domenico di Pesaro

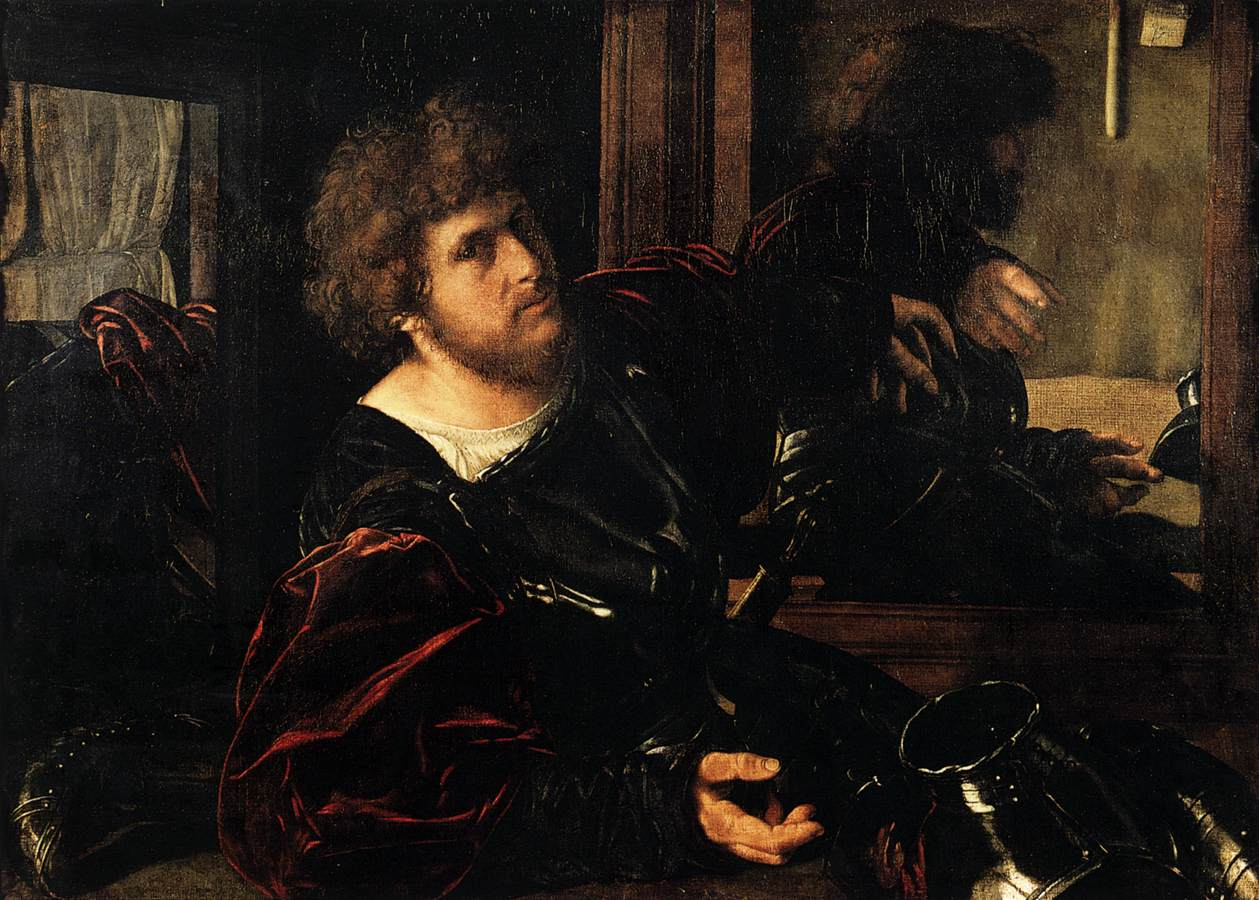
Ritratto d'uomo in armatura (1529 circa), Parigi, Louvre

Il 15 giugno 1524, Savoldo firmò il contratto col frate priore Innocenzo da Pesaro per la realizzazione di una Pala, da destinare all'altare maggiore della chiesa conventuale di San Domenico a Pesaro, opera dal 1811 conservata nella Pinacoteca di Brera a Milano. La pala, venne realizzata tra il 1524 ed il 1526, con una Madonna in gloria col Bambino, due angeli musicanti e i santi Pietro, Domenico, Paolo e Gerolamo e sullo sfondo un paesaggio, identificabile con Venezia vista dalle Fondamenta Nuove. La commissione comprendeva anche l'esecuzione di una cimasa con una "Pietà di Nostro Signore Yhesu Cristo", identificata con il Cristo morto sorretto da Giuseppe d'Arimatea, conservato al Museum of Art di Cleveland, e una predella, ora perduta, costituita da due "quadricti" e da uno sportello per il Santissimo Sacramento con dipinta una Testa di san Pietro Martire. Coevo è anche il Riposo durante la fuga in Egitto della collezione Castelbarco Albani di Milano, già nella stessa chiesa di San Domenico a Pesaro.
Nell'ottobre del 1526 il Savoldo fece testamento a Venezia, nominando erede universale la moglie, "Marija fijamenga de Tilandrija": tale documento si redigeva solitamente o prima di partire per un viaggio o durante un'apparentemente grave malattia. Nel 1527 datò l'Adorazione del Bambino delle collezioni reali di Hampton Court e sempre in quell'anno eseguì a Venezia un San Girolamo per la famiglia bresciana Averoldi, probabilmente quello conservato alla National Gallery di Londra.
Verso il 1529 Savoldo realizzò il Ritratto d'uomo in armatura, identificato erroneamente col condottiere Gaston de Foix, che presenta una figura che si protende lungo una diagonale tra due specchi che permettono di vederlo anche di lato e di spalle: uno dei contributi più noti per la disputa sul Paragone delle arti, ripreso da un perduto dipinto di Giorgione, in cui si voleva dimostrare che la pittura, al pari della scultura, era capace di offrire molteplici vedute di un soggetto.

### A Milano

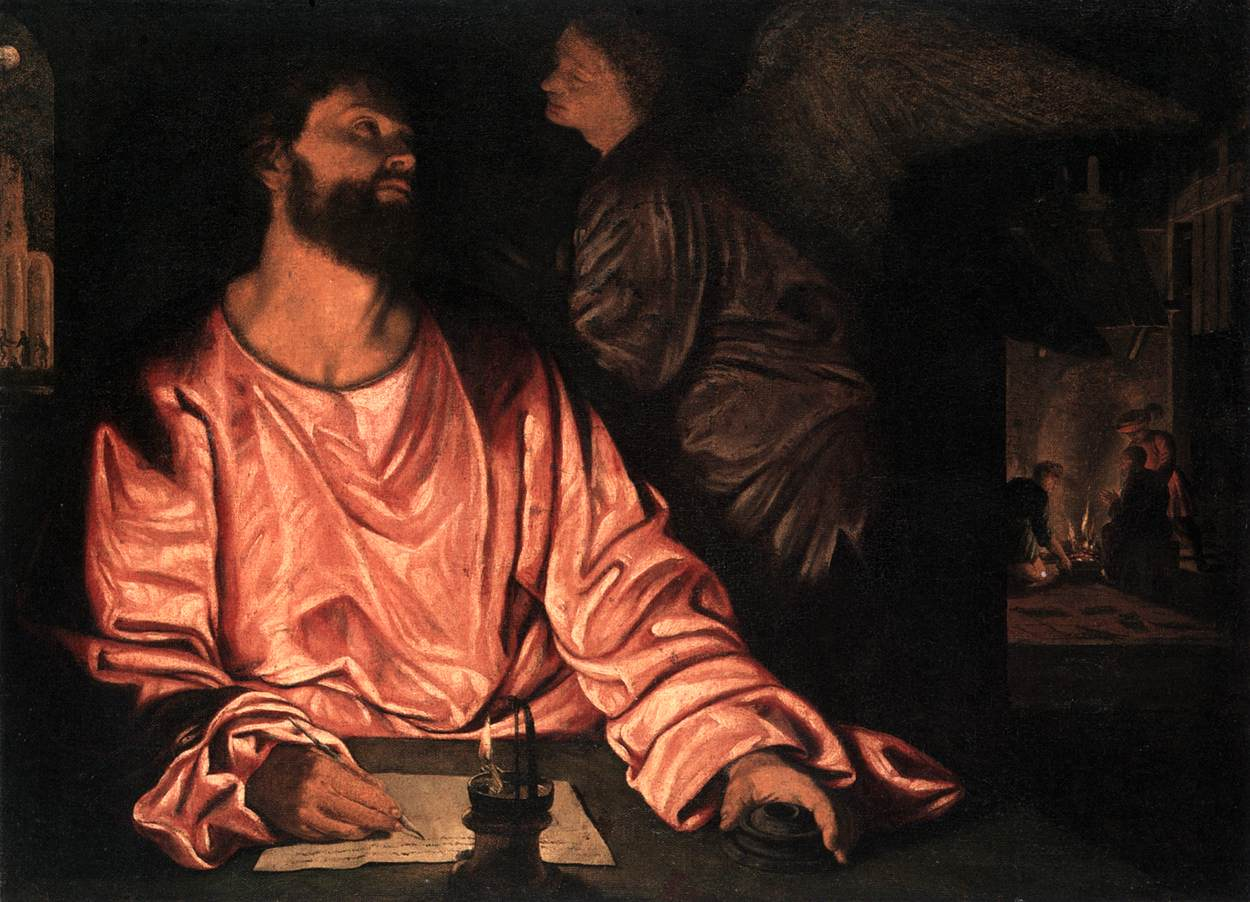
San Matteo e l'angelo (1534), New York, Metropolitan Museum of Art

Secondo l'allievo Paolo Pino, nel suo Dialogo della pittura, intorno al 1530 Savoldo fu menzionato in una lettera di Gerolamo Genga come al lavoro per Francesco II Sforza, duca di Milano: Giorgio Vasari ricordò alla Zecca di Milano "quattro quadri di notte e di fuochi"; alcuni identificano come opere facente parte di questa serie l'Adorazione dei pastori, nella National Gallery of Art di Washington e il San Matteo e l'angelo, realizzato nel 1534 e ora conservato al Metropolitan Museum di New York, ambientato in un notturno con una fonte di luce interna al dipinto, che accentua gli affetti chiaroscurali.
In questo periodo i bagliori tendono a diminuire, all'insegna di toni più smorzati e di passaggi di intima e delicata poesia.

### Ultimi anni

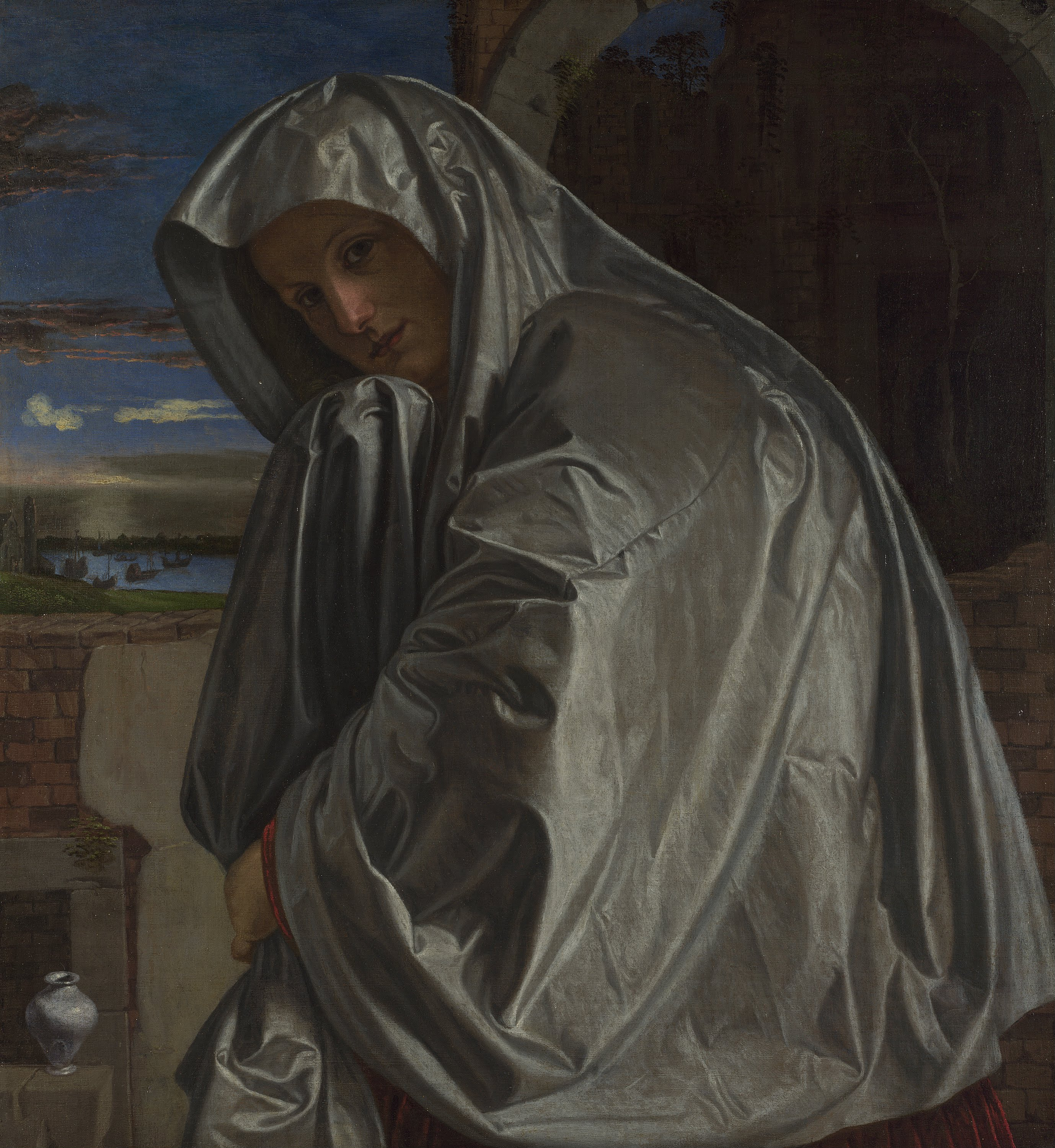
Maria Maddalena, 1535-1540, National Gallery, Londra.

Nel 1532 è documentato a Venezia, fra gli esecutori testamentari dell'orefice Bernardino de Bexana. Nel 1533 eseguì la Madonna e quattro santi in Santa Maria in Organo a Verona. Tra il 1537 e il 1538 eseguì la pala per l'altare maggiore della chiesa di Santa Croce a Brescia, con la Deposizione, forse quella distrutta nella seconda guerra mondiale, già nel Kaiser Friedrich Museum di Berlino. Se nelle pale d'altare Savoldo dimostrò di aderire alla tradizione, aprendosi a qualche novità di Tiziano, più originale fu la sua produzione di dipinti di medie dimensioni, destinati a committenti privati che spesso li usavano per adornare i propri studioli. In queste commissioni Savoldo replicò più volte i suoi temi di successo, come la Maddalena, della quale si conoscono almeno quattro versioni, il Riposo durante la fuga in Egitto, le Adorazioni e le Natività notturne.
Nel 1539 eseguì il Ritratto d'uomo con Flauto, ora alla Pinacoteca Tosio Martinengo di Brescia, mentre l'anno successivo realizzò le due tavole con la Natività, una in San Giobbe a Venezia, l'altra già in San Barnaba a Brescia e ora nella Pinacoteca Tosio Martinengo, in quest'ultima per la cappella Bargnani. La scena, ambientata in un'ora notturna, ha nello sfondo dei pastori contemplanti la scena. Del 1540 circa è la Maddalena, conservata alla National Gallery di Londra, santa identificabile dal vasetto degli unguenti e dal vestito rosso sotto il mantello grigio, palpitante di luce e dai riflessi argentei in cui è avvolta. Nel 1548 è citato in un atto di vendita rogato a Venezia come testimone. Dello stesso anno è la lettera di Pietro Aretino al pittore bresciano Giovan Maria Fadino, dalla quale si apprende che il pittore era ancora in vita ma "vecchione".

## Opere

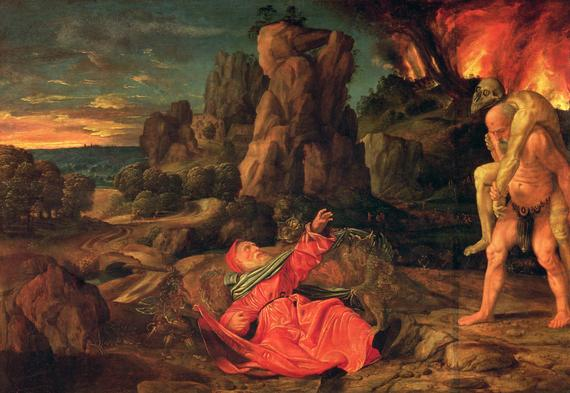
Tentazione di san Girolamo (1521-1525 circa), Mosca, Museo Puškin

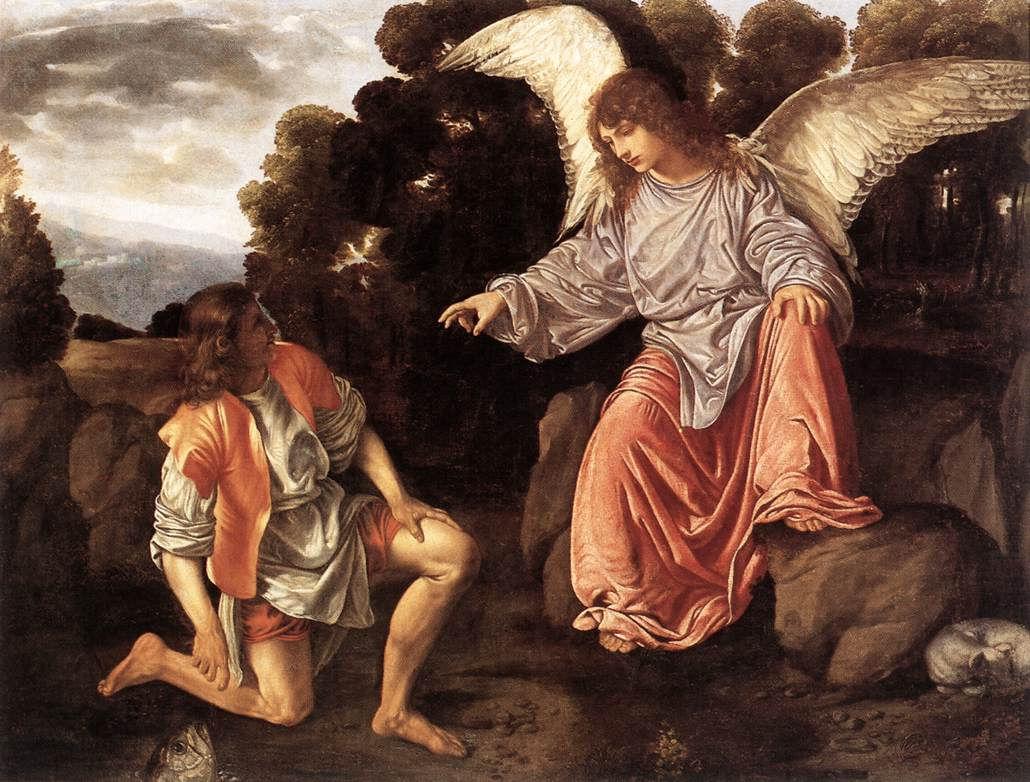
Tobiolo e l'angelo (1527 circa), Roma, Galleria Borghese

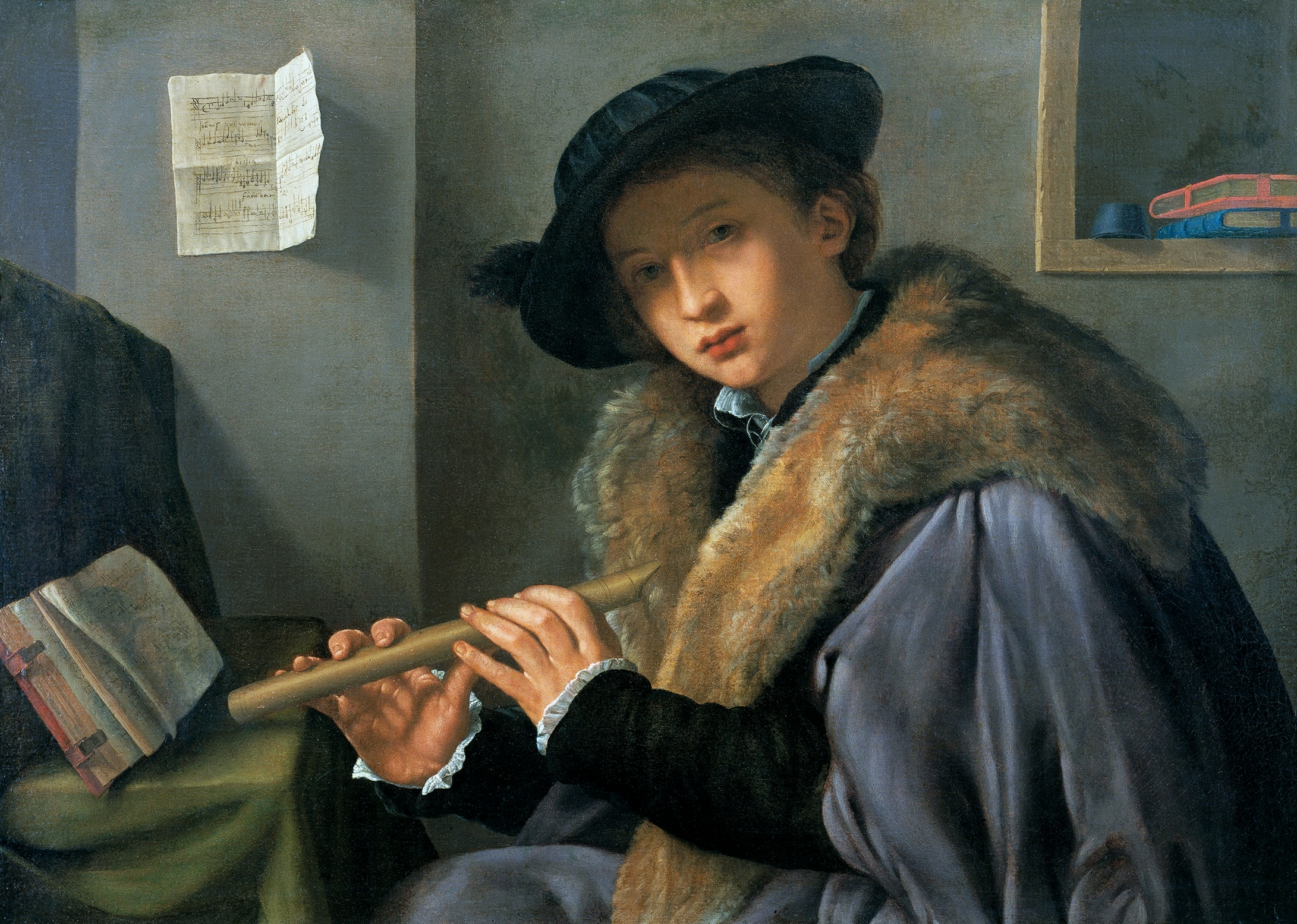
Ritratto di giovane flautista, 1540 circa, Brescia, Pinacoteca Tosio Martinengo

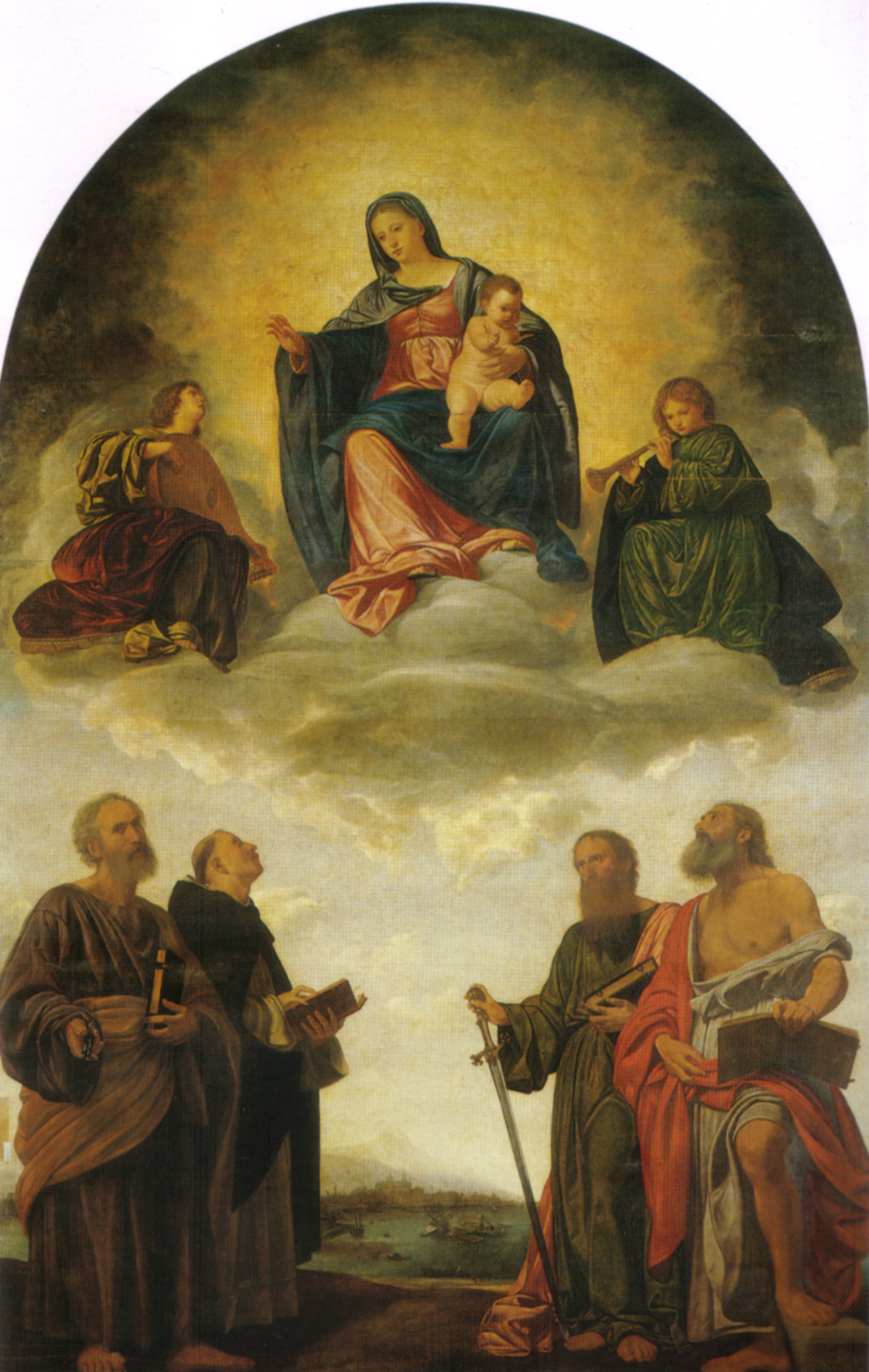
Pala di San Domenico di Pesaro, 1524-1526, Milano, Pinacoteca di Brera

- Elia nutrito da un corvo, 1520 circa, olio su tavola trasferito su tela, 168x135,6 cm, Washington, National Gallery of Art
- Pietà nel sepolcro, 1520 circa, olio su tela, 72,5x118,5 cm, Vienna, Kunsthistorisches Museum
- Sant'Antonio Abate e Paolo Eremita, 1520 circa, olio su tavola, 165x137 cm, Venezia, Gallerie dell'Accademia
- Tormento di sant'Antonio, 1521-1525 circa, olio su tavola, 70,53x119,38 cm, San Diego, Timken Art Gallery
- Crocifissione olio su tela ante 1521, Montecarlo collezione privata
- Tentazione di san Girolamo, 1521-1525 circa, olio su tavola, Mosca, Museo Puškin
- Pala di San Domenico di Pesaro, 1524-1526, olio su tavola, 505x312 cm, Milano, Pinacoteca di Brera
- Pastore, 1525 circa, olio su tela, 97x78 cm, Los Angeles, J. Paul Getty Museum
- Ritratto di un cavaliere, 1525 circa, olio su tela, 88,3x73,4 cm, Washington, National Gallery of Art
- Ritratto di dama, 1525, olio su tela, 92x123 cm, Roma, Pinacoteca Capitolina
- Cristo morto con Giuseppe d'Arimatea, 1525 circa, olio su tela, 105x191,8 cm, Cleveland, Museum of Art
- San Gerolamo penitente, 1525-1530 circa, olio su tela, 121x160,4 cm, Londra, National Gallery
- Tobiolo e l'angelo, 1527 circa, olio su tela, 96x126 cm, Roma, Galleria Borghese
- Ritratto di uomo in armatura (conosciuto come Gaston de Foix), 1525 circa[4], olio su tela, 91x123 cm, Parigi, Louvre
- Busto di giovane, 1530 circa, olio su tela, Roma, Galleria Borghese
- Trasfigurazione di Cristo, 1530 circa, olio su tavola, 139x126 cm, Firenze, Galleria degli Uffizi
- Annunciazione, 1530 circa, olio su tela, 173,5x114 cm, Pordenone, Museo civico d'arte
- Santa Maria Maddalena al sepolcro, 1530 circa, olio su tela, 39x31 cm, Los Angeles, J. Paul Getty Museum
- Adorazione dei pastori, 1530 circa, olio su tavola, 84,5x119,7 cm, Washington, National Gallery of Art
- San Matteo e l'angelo, 1534 circa, olio su tela, 93x125 cm, New York, Metropolitan Museum of Art
- Maria Maddalena, 1535-1540 circa, olio su tela, 89,1x82,4 cm, Londra, National Gallery
- Maria Maddalena, 1535-1540 circa, olio su tela, 84x77,50 cm, Firenze, Collezione Contini-Bonacossi, Uffizi
- Maria Maddalena, 1535-1540 circa, olio su tela, 99x80 cm, Los Angeles, Getty Museum
- Maria Maddalena, 1535-1540 circa, olio su tela, Louisville, Kentucky, Speed Art Museum
- Adorazione dei pastori, 1540 circa, 192x178 cm, olio su tavola, Brescia, Pinacoteca Tosio Martinengo
- Adorazione dei pastori, 1540 circa, olio su tela, 180x127 cm, Venezia, chiesa di San Giobbe
- Ritratto di giovane flautista, 1540 circa, olio su tela, 74,3x100,3 cm, Brescia, Pinacoteca Tosio Martinengo
- Adorazione dei pastori, olio su tela, Terlizzi (BA), chiesa di Santa Maria la Nova